# ماتي بول
ماتي بول (بالإنجليزية: Matty Poole)‏ هو لاعب كرة قدم بريطاني في مركز الوسط، ولد في 22 أكتوبر 1990 في لانكستر في المملكة المتحدة. لعب مع نادي موركامب.

## وصلات خارجية
- ماتي بول على موقع قاعدة بيانات كرة القدم.إي يو (الإنجليزية)